# NGC 243
NGC 243 este o galaxie lenticulară situată în constelația Andromeda. A fost descoperită în 18 octombrie 1881 de către Édouard Stephan.